# Cléber Luis Alberti
Cléber Luis Alberti (*Palmital, Estado de Paraná, Brasil, 20 de agosto de 1982) es un exfutbolista brasileño, que ocupaba la posición de portero.

## Clubes
| Club                | País     | Año       |
| ------------------- | -------- | --------- |
| Atlético Paranaense | Brasil   | 2000-2004 |
| Santa Cruz FC       | Brasil   | 2005      |
| Atlético Paranaense | Brasil   | 2005-2007 |
| Sport Recife        | Brasil   | 2007-2009 |
| Botafogo FC         | Brasil   | 2009-2010 |
| GD Estoril          | Portugal | 2010-2011 |

## Palmarés

### Campeonatos nacionales
| Título                  | Club                | País   | Año  |
| ----------------------- | ------------------- | ------ | ---- |
| Campeonato Paranaense   | Atlético Paranaense | Brasil | 2001 |
| Campeonato Paranaense   | Atlético Paranaense | Brasil | 2002 |
| Campeonato Pernambucano | Santa Cruz FC       | Brasil | 2005 |
| Campeonato Pernambucano | Sport Recife        | Brasil | 2007 |
| Campeonato Pernambucano | Sport Recife        | Brasil | 2008 |
| Copa de Brasil          | Sport Recife        | Brasil | 2008 |